# 櫻井あつひと
櫻井 あつひと（さくらい あつひと ）は、日本の男性漫画家。山形県出身。

## 人物
『ギャングポリス』で第4回(2011年)角川漫画新人賞佳作を受賞し、その後アシスタント業と平行して読み切り作品を発表。
『別冊少年チャンピオン』2014年1月号にて発表した読み切り作品『辻浦さんとチュパカブラ』は、後に『週刊少年チャンピオン』2014年47号で連載作品となる。
ハードロック、ヘヴィメタルを好んでおり、好きなバンドはメガデスとマノウォー。また、『辻浦さんとチュパカブラ』においてはKISSのジーン・シモンズをモデルにしたキャラクターを登場させている。
漫画家の今村KSK、タチバナロク、坂崎ふれでぃと親交が深く、平川哲弘の元でアシスタントをしていた事がある。

## 作品リスト

### 漫画作品

#### 連載
- 辻浦さんとチュパカブラ（『週刊少年チャンピオン』2014年47号 - 2015年32号）
- 俺と兄弟の恋愛戦争（『サイコミ』2022年10月27日[2] - ）

#### 読み切り
- ギャングポリス（『月刊少年エース』2011年6月号）
- バーサスドラゴン（『月刊少年エース』2011年9月号）
- 学園のアイアンメイデン（『月刊少年エース』2011年10月号）
- 七草ジャパン（『ヤングエース』2013年8月号）
- ユーシャケーサツ（『月刊少年エース』2014年1月号付録小冊子「少年エースをねらえ！」掲載）
- 辻浦さんとチュパカブラ（『別冊少年チャンピオン』2014年1月号）
- 役者めざします！（『別冊少年チャンピオン』2018年5月号）
- 魔術師のいるスタジオ（『別冊少年チャンピオン』2018年10月号）
- 名探偵鳳かおるの事件簿（『週刊少年チャンピオン』2019年39号）

### イラスト
- そらのおとしもの（カウントダウンイラスト）
- 毎度!浦安鉄筋家族（第19話エンドカード）